# Aristide Bruant
Aristide Bruant (6. května 1851 – 10. února 1925) byl francouzský kabaretiér, zpěvák, komik a zakladatel a majitel nočního klubu Le Mirliton v pařížské čtvrti Montmartre. Dnes je znám především jako muž v černém klobouku a červené šále na slavných plakátech Henriho de Toulouse-Lautrec.